# Грузинский, Пётр Петрович
Пётр Петро́вич Грузи́нский (груз. პეტრე პეტრეს ძე გრუზინსკი; Багратион-Грузинский, ბაგრატიონ-გრუზინსკი; 28 марта 1920, Тифлис — 13 августа 1984, Тбилиси) — советский грузинский сценарист, поэт, переводчик, киноактёр, Заслуженный деятель искусств Грузинской ССР (1979). Представитель Багратион-Грузинской ветви династии Багратионов.

## Биография
Родился 28 марта 1920 года в Тифлисе, Грузинская демократическая республика, в семье светлейшего князя Петра Александровича Грузинского (1857—1922) и дворянки Тамары Александровны Деканозишвили (1897—1977). Является праправнуком последнего царя независимого Картли-Кахетинского царства Георгия XII по прямой мужской линии, представителем Багратион-Грузинской ветви династии Багратионов.
Пётр Петрович окончил 5-ю железнодорожную школу в Тбилиси, после чего в 1937 году поступил на отделение германистики филологического факультета Тбилисского государственного университета, а позднее перевёлся на отделение грузинской филологии. В 1941 году сдал выпускные экзамены, но к защите диплома допущен не был.
После смерти своего старшего брата Константина с 1939 года и до конца жизни являлся старшим представителем Багратион-Грузинской ветви династии Багратионов и считался, по одной из версий, главой всего дома Багратионов.
Под руководством Пьера Кобахидзе при Тбилисском университете был открыт студенческий театр, где Пётр Грузинский исполнял должность помощника режиссёра и поставил два спектакля: «Маленькие трагедии» по Пушкину и «Демон» по Лермонтову. Позднее работал ассистентом режиссера Тбилисского драматического театра и получил предложение стать режиссером провинциального театра в городе Хашури.
Когда в среде пишущей университетской молодёжи организовался литературный клуб, его центром стал Пётр Грузинский. Выпускаемый молодыми литераторами рукописный литературный альманах «Анатемас» («Анафема»; вышло два номера: первый в 1942, второй в 1944 году, готовился третий в 1945 году) привлёк внимание властей. Пётр был арестован 27 марта 1945 года НКГБ ГССР по ст. 58-10 ч. 2 и 58-11 УК ГССР за то, что, «считая себя первым и единственным наследником последнего царя Грузии, мечтал о восстановлении в ней монархического строя». По делу проходило пять человек, которые Верховным судом ГССР от 8 апреля 1947 года были осуждены на разные сроки лишения свободы. Пётр Грузинский определением Верховного суда ГССР от 7 мая 1946 года был признан невменяемым и помещен в психиатрическую больницу. Был освобожден из психиатрической больницы в 1948 году.
Скончался 13 августа 1984 года в Тбилиси. В 1996 году был перезахоронен в Мцхете, в царской усыпальнице Светицховели.

## Поэзия
Публиковался как поэт с 13-летнего возраста, сначала под псевдонимом Тамаришвили (по имени матери). Началу творчества способствовали знакомства матери с членами литературного объединения «Голубые роги» (Тицианом Табидзе и Паоло Яшвили). В своём письме к Яшвили Борис Пастернак передаёт привет из Москвы Петру Грузинскому, называя его домашним именем «Тэзик».
Автор текста к песням из целого ряда кинофильмов, либретто музыкальных комедий. Среди песен на слова Петра Грузинского — «Чито-гврито» («Птичка-невеличка») из кинофильма «Мимино» (музыка Гии Канчели), гимн города Тбилиси «Тбилисо» (название переводится как обращение к городу в звательном падеже, музыка Реваза Лагидзе) и блатная песня «Доля воровская» (1959). На слова Грузинского писали музыку также Андрей Баланчивадзе, Отар Тактакишвили, Отар Тевдорадзе.

## Фильмография
Сценарист фильмов «Встреча в горах» (1969), «Три оплеухи» (1982); играл в фильме «Я вернусь» (1981).

## Дискография
Гиганты (LP)
- Иверия — [Песня о Грузии] (1975)
- VA — Есть глаза у цветов (1976)

Миньоны (EP)
- Иверия — Иверия (1974)

## Семья

Русский герб Светлейших Князей Грузинских

- Первая жена — Кетеван Филимоновна Сирадзе (9 апреля 1915 — ?); с 1939 года, брак был расторгнут в 1942 году
  - Дали Петровна Багратион-Грузинская[вд] (17.10.1939—2019), в замужестве Бабунашвили, а затем Курашвили.
- Вторая жена — Лия Дмитриевна Мгеладзе (19 августа 1926 (или 1924) — ?) в браке с 14 сентября 1944 года.
  - Мзевинар Петровна Грузинская (род. 15 сентября 1945).
  - Нугзар Петрович Грузинский (25 августа 1950 — 1 марта 2025), преемник отца.
    - Анна Багратион-Грузинская.
    - Майя Багратион-Грузинская.